# Biathlon na Zimowej Uniwersjadzie 2023
Biathlon na Zimowej Uniwersjadzie 2023 odbył się w dniach 14–21 stycznia 2023. Zawodnicy rywalizowali w dziewięciu konkurencjach – czterech męskich, czterech żeńskich i w sztafecie mieszanej.

## Zestawienie medalistów

### Kobiety
| Data             | Konkurencja                              | Złoto               | Srebro                | Brąz                  |
| ---------------- | ---------------------------------------- | ------------------- | --------------------- | --------------------- |
| 14 stycznia 2023 | Bieg indywidualny na 12,5 km (szczegóły) | Shilo Rousseau      | Barbara Skrobiszewska | Tereza Jandová        |
| 18 stycznia 2023 | Sprint na 7,5 km (szczegóły)             | Anna Nędza-Kubiniec | Shilo Rousseau        | Tereza Jandová        |
| 19 stycznia 2023 | Bieg pościgowy na 10 km (szczegóły)      | Shilo Rousseau      | Anna Nędza-Kubiniec   | Barbara Skrobiszewska |
| 21 stycznia 2023 | Bieg masowy na 12,5 km (szczegóły)       | Kristýna Otcovská   | Pauline Machut        | Anna Blanc            |

### Mężczyźni
| Data             | Konkurencja                            | Złoto                | Srebro            | Brąz             |
| ---------------- | -------------------------------------- | -------------------- | ----------------- | ---------------- |
| 14 stycznia 2023 | Bieg indywidualny na 15 km (szczegóły) | Wadim Kurales        | Ørjan Moseng      | Axel Garnier     |
| 18 stycznia 2023 | Sprint na 10 km (szczegóły)            | Bekentaj Turłubiekow | Bjorn Westervelt  | Aleksandr Muchin |
| 19 stycznia 2023 | Bieg pościgowy na 12,5 km (szczegóły)  | Bjorn Westervelt     | Dmytrij Hruszczak | Wojciech Janik   |
| 21 stycznia 2023 | Bieg masowy na 15 km (szczegóły)       | Axel Garnier         | Aleksandr Muchin  | Ørjan Moseng     |

### Drużynowo
| Data             | Konkurencja                              | Złoto                                | Srebro                                | Brąz                                   |
| ---------------- | ---------------------------------------- | ------------------------------------ | ------------------------------------- | -------------------------------------- |
| 16 stycznia 2023 | Pojedyncza sztafeta mieszana (szczegóły) | Czechy Tereza Jandová · Jakub Kocián | Francja Pauline Machut · Axel Garnier | Ukraina Julija Horodna · Stepan Kinasz |